# Pleurozia giganteoides
Pleurozia giganteoides là một loài rêu trong họ Pleuroziaceae. Loài này được Horik. mô tả khoa học đầu tiên năm 1934.